# Pacific Airlines
Pacific Airlines (tidigare: Jetstar Pacific Airlines (vietnamesiska: Công ty Cổ phần Hàng không Jetstar)) är ett delvis statligt vietnamesiskt flygbolag grundat 1991. Bolaget är en del av Jetstar group som inkluderar bolaget Jetstar Asia (Singapore), Jetstar Japan (Japan) och Jetstar Airways  (Australien och Nya Zeeland). Bolaget var Vietnamns näst största flygbolag när det omvandlades 2008 till det första vietnamesiska lågbudget-flygbolaget och 2016 trafikerade de 37 in- och utrikes linjer.
Mellan 1991 och 2020 hade bolaget redovisat vinst under totalt fyra år.